# ダニエル・コベル
ダニエル・コベル（Christopher Daniel Covell、1970年3月24日 - ）は、アメリカ合衆国の男性プロレスラー。ミシガン州カラマズー出身。AEW所属。
自称インド出身の覆面レスラー、カレーマン（Curry Man、原案は漫画『キン肉マン』に出てくるカレクックだが、実際のデザインはかなり異なる）、クリストファー・ダニエルズ （"The Fallen Angel" Christopher Daniels） のリングネームで知られる。本格的なプロレスからルチャリブレまで幅広いファイトスタイルを持つ実力者。

## 来歴
ミシガン州カラマズーで生まれ、ノースカロライナ州ファイエットビルで育った。
1993年、プロレスラーデビューを果たす。キャリア初期はマット・ハーディーとジェフ・ハーディーが主宰するインディー団体であるOMEGA（Organization Of Modern Extreme Grappling Arts）に所属していた。WWF（現 : WWE）にもコンキスタドールズのドスとしてリングに上がっている。
1999年、「フォーリン・エンジェル」の名でみちのくプロレスに参戦。同年7月に行われた「第2回ふく面ワールド・リーグ戦」にインド代表「カレーマン」に変身して参加。頭頂部に「カレーライス」を乗せた奇抜なマスクで登場し、当初はお笑いレスラーとみなされたが、グラン浜田のアドバイスを受けシリアスなスタイルに変更して実力を評価される。さらに闘龍門のユニットで当時みちのくに参戦していたC-MAXの一員となり活動の幅を広げる。2000年4月に第3回スーパーJカップに出場し1回戦で敗退するが、軽快な身のこなしで注目を集める。以降、日本では「カレーマン」中心、アメリカでは「クリストファー・ダニエルズ」としての活動となった。
2001年には崩壊前のWCWに登場する。

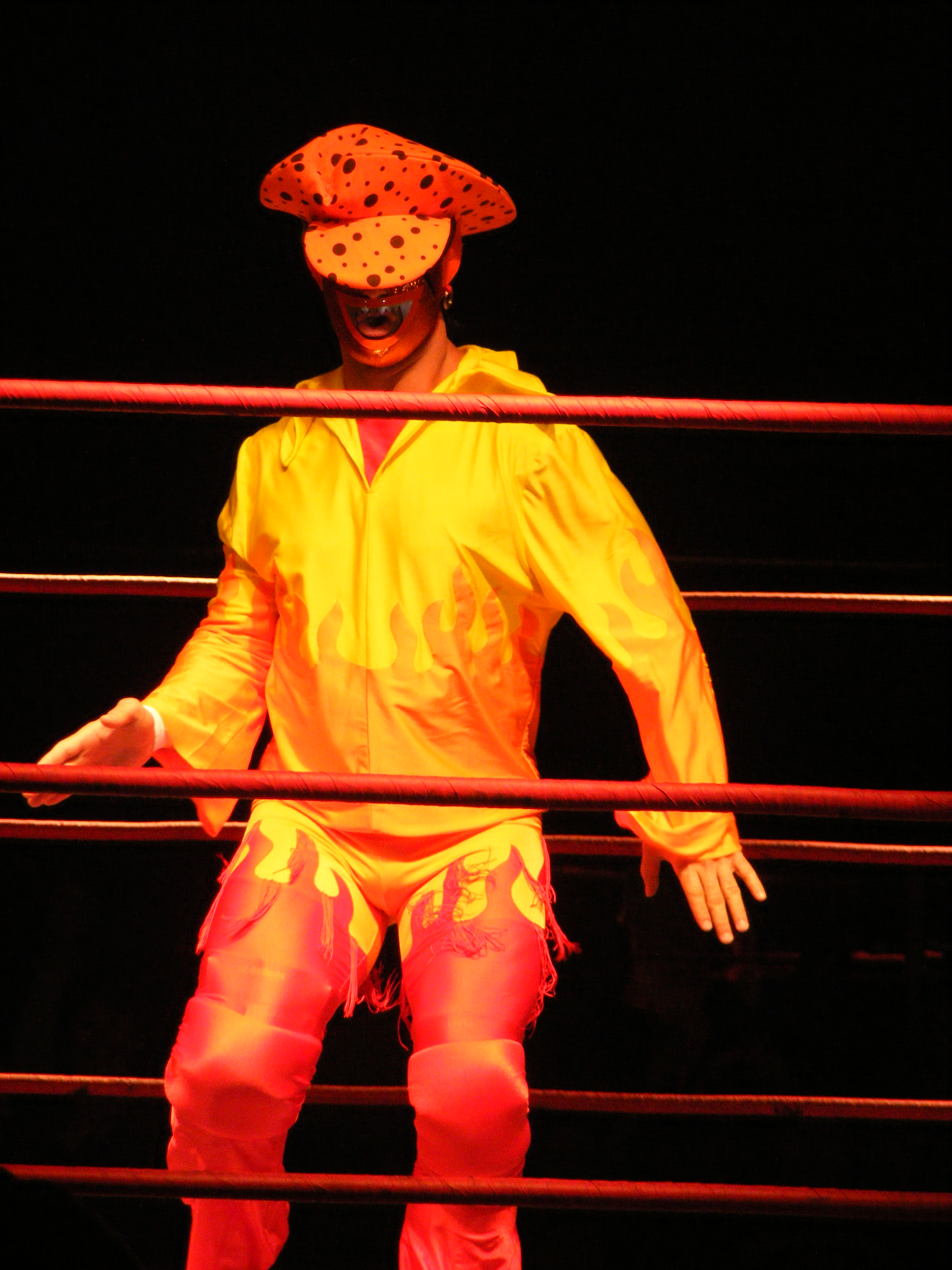
2008年（カレーマン）

2002年5月に新日本プロレスに初参戦し、BEST OF THE SUPER Jr.に初出場。コミカルな動きで話題を集めながらブラック・タイガーを破る等、実力の高さも示した。2004年3月、アメリカン・ドラゴンと組み、邪道・外道組からIWGPジュニアタッグ王座を奪取、第12代王座を獲得した。
アメリカ国内ではROHなどのインディー団体を主戦場としていたが、2002年12月からTNAに所属。20代のレスラーが中心となって形成されつつあったTNA独自の「Xディヴィジョン」と呼ばれる新しいスタイルをも身につけ、幅広いファイトスタイルに対応できる選手として評価を高める。そのため現在に至るまで双方の団体の王座戦線において常にトップ層に位置し、多数のベルト取得経験を誇る。
また2005年11月には、ZERO1-MAXへ「クリストファー・ダニエルズ」として参戦を果たした。

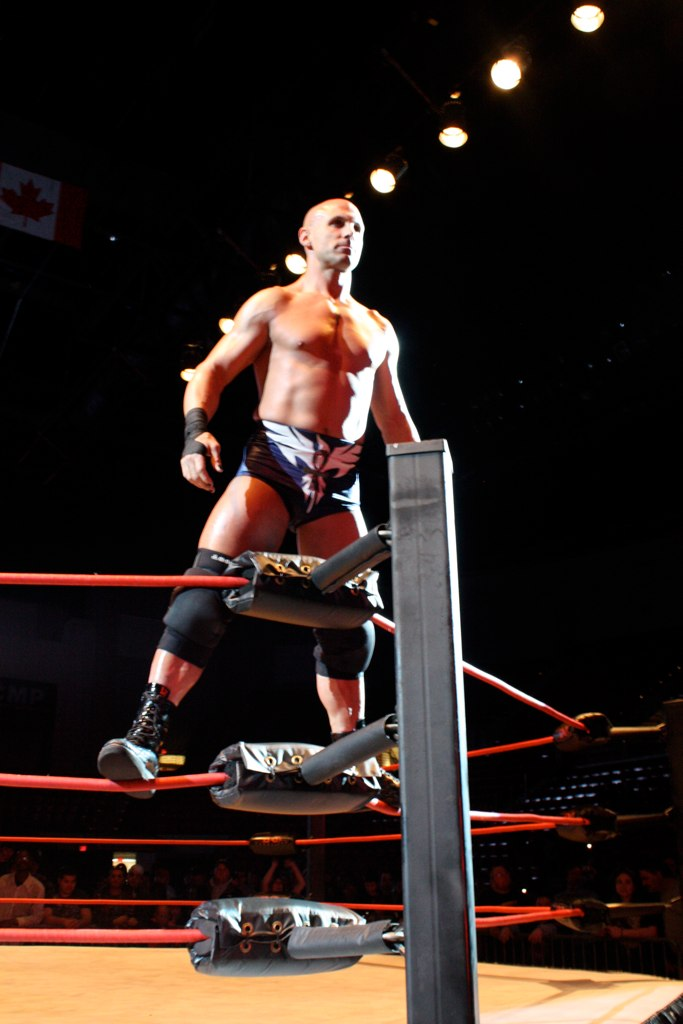
2009年

2007年後半には新日本プロレスとTNAの対抗戦が開始。TNA代表として再来日を果たした。なおカレーマン時代にシングルマッチで戦った稔（当時ヒート）はダニエルズ＝カレーマン説を否定しており、「一緒にカレーを食べに行ったときに、マスクが邪魔で食べ辛そうだったのでチョットずらしてあげたら、素顔は普通のインド人でしたよ」と語っていたという。
2008年1月4日、素顔のクリストファー・ダニエルズとして井上亘が持つIWGPジュニアヘビー級王座に挑戦。同年、表向きはTNAを解雇されるが、入れ替わるようにカレーマンとしてTNAマットに復帰。10月、両国国技館において行われたプロレス・エキスポで、みちのくプロレス参戦時代から戦ってきた日高郁人と再会。熱戦の末敗れはしたものの最後感極まって日高とお互いに涙しながら抱擁を交わし、多くの感動を呼んだ。
2009年4月、TNAに復帰。
2010年9月、IGFに初参戦し、澤宗紀の同団体に於ける連勝記録を止める勝利を挙げた。リングネームはクリス・ダニエル。
2012年7月22日、プロレスリング・ノアに参戦、金丸義信が持つGHCジュニアヘビー級王座に挑戦。
2014年4月23日、TNAから解雇となった。以降はROHを主戦場として活動。
2015年11月21日、新日本プロレスにて開催される「WORLD TAG LEAGUE2015」にフランキー・カザリアンとのタッグ「ジ・アディクション」で参戦。
2019年1月、タッグパートナーであるフランキー・カザリアン、スコーピオ・スカイとともに、同年5月に旗揚げする新団体であるオール・エリート・レスリング（AEW）と契約した。
2022年9月18日、全日本プロレス日本武道館大会に参戦。青柳優馬との一騎討ちに敗れる。

## 得意技
エンジェルウィングス
旋回しながらの開脚式ダブルアーム・フェイス・バスター。
BME
セカンドロープからトップロープにジャンプしてのムーンサルトプレス。
正式名称はベスト・ムーンサルト・エバー
ラストライツ
アンドリュー・テスト・マーチンのテストドライブと同型の技。リバースDDTの体勢で横に回転して相手の顔面を叩きつける。
スパイシー・ドロップ
カレーマンの時のみ使用。アルゼンチン・バックブリーカーで持ち上げて、相手を自分の真横に180°回転させてうつ伏せの体勢にして相手の顔面から前方にマットに落とす。
フォール・フロム・グレース
相手の首を両手で掴んでのアイコノクラズム。
デスバレーボム
STO
チョークスラム
コンプリート・ショット
自分と相手が向かい合うような状態での河津落とし。
スワンダイブ式開脚ムーンサルト
代表的な飛び技。状況に応じてリング内・場外どちらに向かっても放つ。
コウジクラッチ
相手をスタンディングの肩固めに捕らえて、後方に倒れこみ相手の顔面をマットに叩きつけから、自身の左足を相手のあごの下に引っかけて抱え込むように両手でクラッチし、相手の頚動脈を絞め上げる。
クリストファー・ダニエルズのフェイバリットホールド。

## タイトル歴
TNA
- TNA Xディヴィジョン王座 : 3回
- NWAタッグ王座 : 6回
  - w / ロウ・キー : 2回
  - w / ジェームズ・ストーム : 1回
  - 単独での奪取 : 1回
  - w / AJスタイルズ : 2回

ROH
- ROH世界王座 : 1回（第26代）
- ROH世界TV王座 : 1回（第2代）
- ROH世界タッグ王座 : 2回
  - w / ドノヴァン・モーガン : 1回
  - w / マット・サイダル : 1回

新日本プロレス
- IWGPジュニアタッグ王座 : 1回（第12代）
  - w / アメリカン・ドラゴン

プロレスリングZERO1-MAX
- US無差別級王座 : 1回（第9代）

みちのくプロレス
- みちのくふたり旅 優勝 : 1回（2002年）
  - w / ハヤシライスマン

WCPW
- WCPWリーグ王座 : 1回
- WCPW軽量級王座 : 1回
- WCPWミドル級王座 : 1回
- WCPWタッグ王座 : 2回
  - w / ケビン・クイン
  - w / マイク・アンソニー

NWF
- NWFヘビー級王座 : 1回

FWA
- FWAヘビー級王座 : 1回

WWC
- WWCタッグ王座 : 1回
  - w / ケビン・クイン

英連邦
- 英連邦ジュニアヘビー級王座

その他
- ECWAヘビー級王座 : 2回
- UPWヘビー級王座 : 2回
- 3PWヘビー級王座 : 1回
- WPWヘビー級王座 : 1回
- EWFヘビー級王座 : 1回
- APWワールドワイドインターネット王座 : 1回
- MCWタッグ王座 : 1回
  - w / ジェイソン・レイン
- Naturalヘビー級王座 : 1回